# 游騎兵2號
游騎兵2號是美國國家航空暨太空總署在游騎兵計畫的系統內，為未來的月球和行星際任務設計的太空船。游騎兵2號被設計來測試未來探索所需要的各種不同系統，並進行宇宙射線、磁場、輻射、宇宙塵、和可能尾隨著地球的磁尾等的科學觀測。

## 太空船設計
游騎兵2號屬於游騎兵模組1，因此在設計上與游騎兵1號幾乎完全相同。這艘太空船包含一個跨距1.5米的六角形基座，其上有一座以鋁支撐著，高4米高的圓錐形塔，兩個翼展長達5.2米的太陽能板從基座向兩端延伸。高增益的定向碟形天線被安裝在基座的底部，太空船的實驗設備和其他裝備都安置在基座與塔內。安裝在太空船的儀器包括萊曼α望遠鏡、銣-蒸氣磁強計、靜電分析儀、介質-能量範圍粒子探測器、兩架三耦合望遠鏡、宇宙射線集成電離室、宇宙塵探測器和閃爍計數器
通信系統包括高增益天線、全方位中增益天線和兩個轉換器，一個在960.1MHz的輸出功率為0.25W，另一個在960.05MHz的輸出功率為3W。電力由兩個太陽能板上的8,680個太陽能電池、一個53.5公斤重的銀-鋅電池，和一些實驗用的小電池供應。姿態控制由一個固態定時器、太陽和地球感測器、陀螺儀及拋射和轉動的噴嘴來控制。溫度是被動的由表面拋光、鍍金和塗上白色油漆的鋁板來調整。

## 任務
這艘太空船被發射進入低地球泊車軌道，但是一個不能運作的陀螺儀阻礙了愛琴娜重新啟動，使太空船不能進入他原先計劃中的深太空軌道，結果是游騎兵2號滯留在愛琴娜階段分離後的低軌道。軌道衰減使得太空船在1961年11月20日重返地球的大氣層。

## 外部連結
- Lunar impact: A history of Project Ranger (PDF) 1977 （页面存档备份，存于）